# Immetalia bruijni
Immetalia bruijni là một loài bướm đêm trong họ Noctuidae.